# Anel de fadas

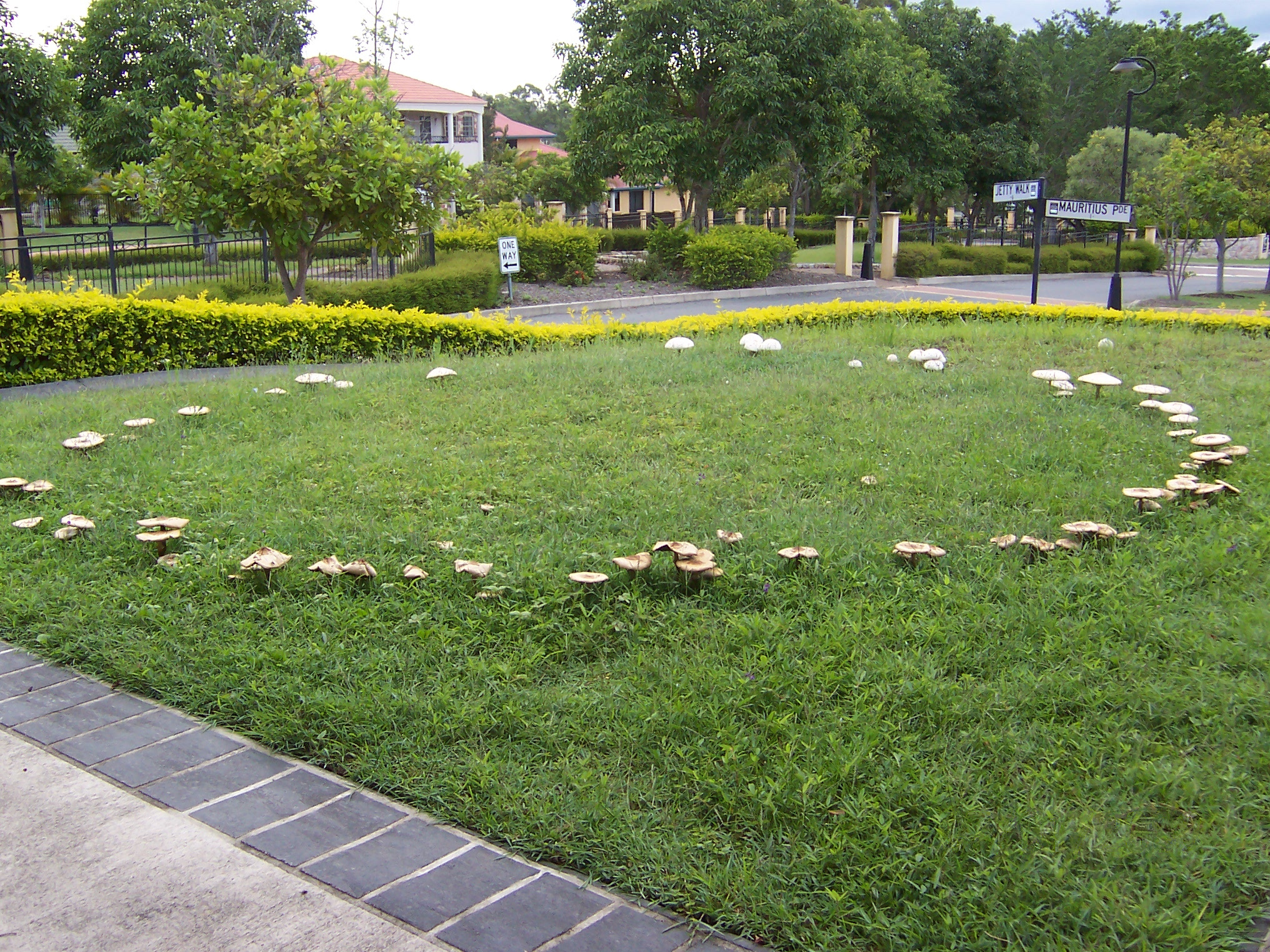
Anel de fadas em um gramado de um subúrbio de Brisbane, Queensland, Austrália.

Anel de fadas, também conhecido como círculo de fadas, círculo de elfos, anel de elfos ou anel de duendes, é um formação circular de cogumelos que acontece naturalmente. Os anéis podem crescer para até mais de 10 metros de diâmetro e tornam-se estáveis ao longo do tempo, quando o fungo cresce e busca alimentos no subterrâneo.
Eles são encontrados principalmente em florestas, mas também nascem em campos ou pastagens. Os anéis de fadas são detectáveis por esporocarpos nos anéis ou arcos, bem como por uma zona necrótica (grama morta) ou um anel de grama verde escura. O fungo micélio está presente nesses anéis.[carece de fontes?]
Esse fenômeno está envolto em muitos mitos e folclores em todo o mundo, particularmente na Europa Ocidental. Apesar de muitas vezes serem vistos como lugares perigosos, eles podem, por vezes, estar relacionados com a boa sorte.